# Alexandre Martínez
Alexandre Ruben Martinez Gutiérrez (sinh 4 tháng 3 năm 1987) là một cầu thủ bóng đá Andorra thi đấu cho UE Santa Coloma, ở vị trí hậu vệ.
Anh ra mắt quốc tế cho Đội tuyển bóng đá quốc gia Andorra năm 2010.